# Vinh An
Vinh An là một xã ven biển và đầm phá thuộc huyện Phú Vang, thành phố Huế, Việt Nam.
Xã có diện tích 15,05 km², dân số năm 1999 là 9.104 người, mật độ dân số đạt 605 người/km².
Xã Vinh An nổi tiếng với nghĩa trang An Bằng được xem là xa hoa, tráng lệ bậc nhất ở Việt Nam. Nghĩa trang này nổi tiếng không chỉ tại Việt Nam mà còn trên thế giới và được người trong nước cũng như báo chí nước ngoài gọi bằng những mỹ từ như "thành phố ma An Bằng", "thành phố của người chết", "khu biệt thự của người chết", "thiên đường lăng mộ".

## Hành chính
Xã có 7 thôn: Bắc Thượng, Trung Định Hải, An Mỹ (3 thôn này thuộc làng An Bằng), Hà Úc 1, Hà Úc 2, Hà Úc 3, Hà Úc 4 (4 thôn này thuộc làng Hà Úc).